# Simon Jocher
 Simon Jocher, né le 25 mai 1996, est un skieur alpin allemand.

## Biographie
En 2017, il prend la 15e place du combiné des championnats du monde juniors à Åre.
En 2020, il prend la 21e place du classement de la Coupe d'Europe de descente et la 15e place du classement du combiné.
En coupe du monde, il prend fin 2020 la 15e place du super G de Bormio et début 2021, la 18e place du super G de Garmisch.
Aux championnats du monde 2021 de Cortina d'Ampezzo, il prend une remarquable 5e place du combiné, et la 16e place du super G. En février 2021, il devient Champion d'Allemagne du combiné à Garmisch.
Il obtient son premier top-10 en Coupe du monde en prenant fin 2021 la 8e place de la descente de Val Gardena. En février 2022 il participe à ces premiers Jeux olympiques à Pékin où il se classe 13e du super G. Le mois suivant, il réalise un nouveau top-10 en Coupe du monde en se classant 7e de la descente de Kvitfjell. En mars 2022, il est double vice-champion d'Allemagne en descente et en super G.
Le 4 mars 2023, il se blesse à la suite d'une chute spectaculaire lors de la descente de coupe du monde d'Aspen au cours de laquelle il traverse violemment les 3 filets avant de terminer 30 mètres plus loin au pied des arbres.

## Palmarès

### Jeux olympiques
| Épreuve / Édition | Super G | Combiné |
| JO 2022 Pékin     | 13e     | Abandon |

### Championnats du monde
| Édition / Epreuve               | Super G | Combiné | Combiné par équipe |
| Mondiaux 2021 Cortina d'Ampezzo | 16e     | 5e      | -                  |
| Mondiaux 2023 Courchevel        | 29e     | 13e     | -                  |
| Mondiaux 2025 Saalbach          | 30e     | -       | 8e                 |

### Coupe du monde
- Meilleur classement général : 67e en 2022 avec  116 points.
- Meilleur classement de descente : 27e en 2022 avec 78 points.
- Meilleur classement de super G : 26e en 2024 avec 47 points.

- Meilleur résultat sur une épreuve de coupe du monde : 7e à la descente de Kvitfjell le 4 mars 2022.

#### Classements
| Saison / Épreuve | Saison / Épreuve | Général | Général | Descente | Descente | Super G | Super G | Géant  | Géant  | Slalom | Slalom | Combiné | Combiné |
| ---------------- | ---------------- | ------- | ------- | -------- | -------- | ------- | ------- | ------ | ------ | ------ | ------ | ------- | ------- |
| Saison / Épreuve | Saison / Épreuve | Class.  | Points  | Class.   | Points   | Class.  | Points  | Class. | Points | Class. | Points | Class.  | Points  |
| 2021             | 2021             | 100e    | 40      | 47e      | 11       | 38e     | 29      |        |        | -      | -      | -       | -       |
| 2022             | 2022             | 67e     | 116     | 27e      | 78       | 33e     | 38      |        |        | -      | -      | -       | -       |
| 2023             | 2023             | 114e    | 32      | 47e      | 14       | 46e     | 18      |        |        | -      | -      | -       | -       |
| 2024             | 2024             | 80e     | 80      | 41e      | 33       | 26e     | 47      |        |        | -      | -      | -       | -       |
| 2025             | 2025             | 115e    | 22      | 42e      | 22       | -       | -       |        |        | -      | -      | -       | -       |

### Championnats du monde junior
| Épreuve / Édition | Descente | Super G | Slalom géant | Slalom  | Combiné |
| Mondiaux 2017 Åre | 42e      | Abandon | Abandon      | Abandon | 15e     |

### Coupe d'Europe
2 tops-10

#### Classements
| Saison / Épreuve | Saison / Épreuve | Général | Général | Descente | Descente | Super G | Super G | Slalom géant | Slalom géant | Slalom | Slalom | Combiné | Combiné |
| ---------------- | ---------------- | ------- | ------- | -------- | -------- | ------- | ------- | ------------ | ------------ | ------ | ------ | ------- | ------- |
| Saison / Épreuve | Saison / Épreuve | Class.  | Points  | Class.   | Points   | Class.  | Points  | Class.       | Points       | Class. | Points | Class.  | Points  |
| 2019             | 2019             | 159e    | 19      | -        | -        | 58e     | 6       | -            | -            | -      | -      | 32e     | 13      |
| 2020             | 2020             | 72e     | 123     | 21e      | 74       | 48e     | 17      | -            | -            | -      | -      | 15e     | 32      |